# Lamprochernes nodosus nodosus
Lamprochernes nodosus nodosus es una subespecie de arácnido  del orden Pseudoscorpionida de la familia Chernetidae.

## Distribución geográfica
Se encuentra en Europa, República Democrática del Congo y  Sri Lanka.